# Torres costeras del Salento

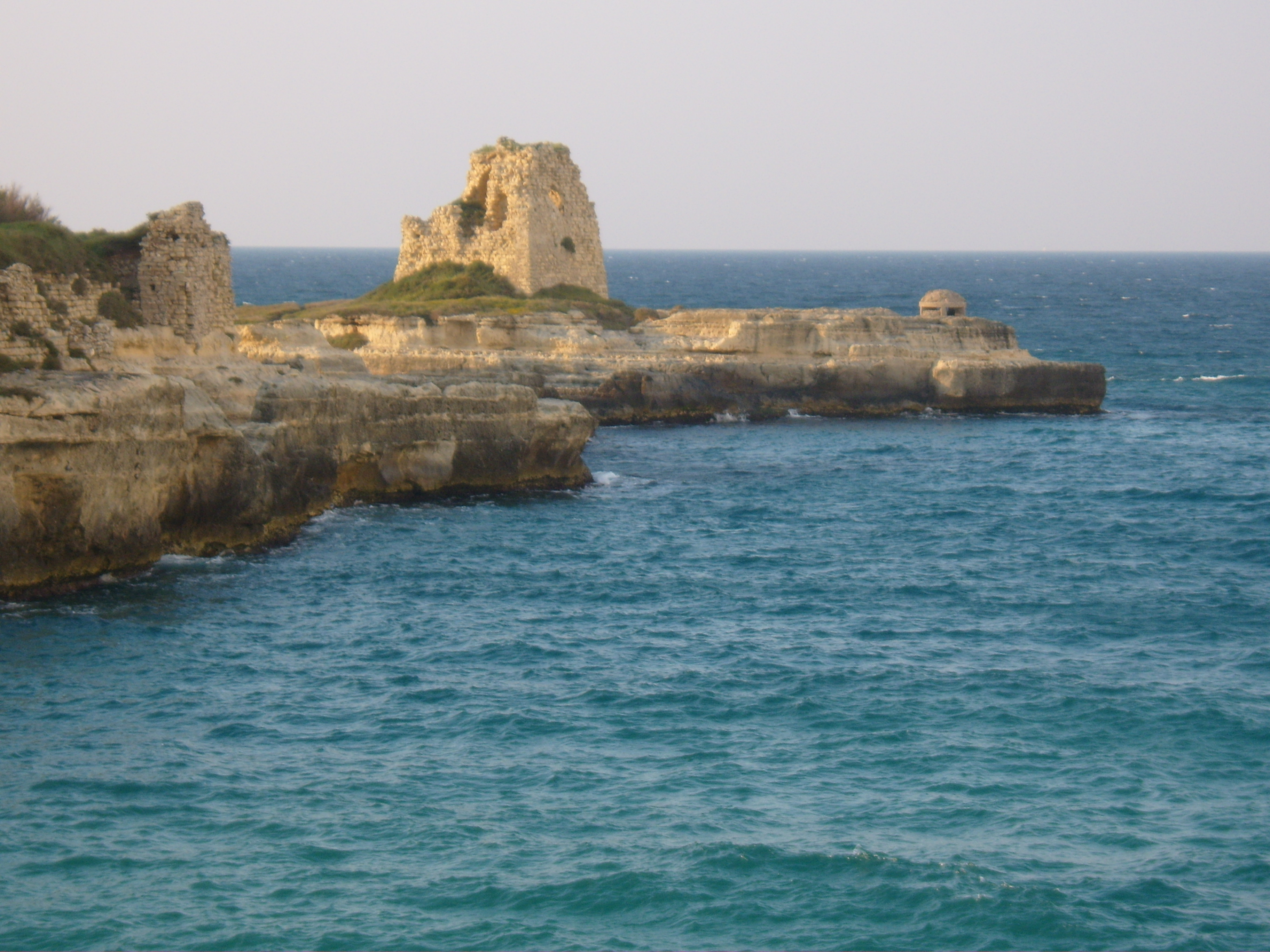
Torre del siglo XVI en Roca Vecchia, municipio de Melendugno, provincia de Lecce. Es una de las torres costeras de Salento.

El Salento está salpicado de torres de la vista como siempre lo ha sido objeto de numerosos ataques de las diferentes poblaciones del Mediterráneo . No sabemos cual fue la primera vez que estas torres fueron construidas, algunas también puede referirse a la edad de Norman , pero no hay pruebas. Por el aspecto actual, la mayoría de las torres costeras siguen presente informe a la XV y siglo XVI. 
Muchas de estas torres se encuentran en malas condiciones. 
Esta es la lista en sentido horario a partir de la provincia de Brindisi y llegando a la provincia de Taranto.

## Provincia de Brindisi
- Torre Egnazia, municipio de Fasano
- Torre Canne, municipio de Fasano
- Torre San Leonardo, località Pilone, municipio de Ostuni
- Torre Villanova, municipio de Ostuni
- Torre Pozzelle, municipio de Ostuni
- Torre Santa Sabina, municipio de Carovigno
- Torre Guaceto, municipio de Carovigno
- Torre Testa, municipio de Brindisi
- Torre Penna, municipio de Brindisi
- Torre Cavallo, municipio de Brindisi
- Torre Mattarelle municipio de Brindisi
- Torre San Gennaro, municipio de Torchiarolo

## Provincia de Lecce
- Torre Specchiolla, municipio de Lecce, fraz. Casalabate
- Torre Rinalda, municipio de Lecce
- Torre Chianca, municipio de Lecce
- Torre Veneri, municipio de Lecce
- Torre San Cataldo, municipio de Lecce
- Torre Specchia Ruggeri, municipio de Vernole
- Torre San Foca, municipio de Melendugno
- Torre Roca Vecchia, municipio de Melendugno
- Torre dell'Orso, municipio de Melendugno
- Torre Sant'Andrea, municipio de Melendugno
- Torre Fiumicelli, municipio de Otranto
- Torre Santo Stefano, municipio de Otranto
- Torre del Serpe, municipio de Otranto
- Torre dell'Orte o dell'Orto, municipio de Otranto
- Torre Palascia, municipio de Otranto
- Torre Sant'Emiliano, municipio de Otranto
- Torre Badisco, municipio de Otranto
- Torre Minervino, municipio de Santa Cesarea Terme
- Torre Specchia di Guardia, municipio de Santa Cesarea Terme
- Torre Santa Cesarea, municipio de Santa Cesarea Terme
- Torre Miggiano, municipio de Santa Cesarea Terme
- Torre Diso, municipio de Castro
- Torre Capo Lupo, municipio de Diso
- Torre Andrano o Porto di Ripa, municipio de Andrano
- Torre del Sasso, municipio de Tricase
- Torre di Porto Tricase, municipio de Tricase
- Torre Palane o Plane, municipio de Tricase
- Torre Nasparo o Naspre o de Lissano, municipio de Tiggiano
- Torre Specchia Grande, municipio de Corsano
- Torre del Ricco, municipio de Corsano
- Torre di Porto Novaglie, municipio de Gagliano del Capo
- Torre Montelungo, municipio de Gagliano del Capo
- Torre Santa Maria di Leuca, municipio de Castrignano del Capo
- Torre dell'Omomorto o Uomini Morti, municipio de Castrignano del Capo
- Torre Marchiello, municipio de Castrignano del Capo
- Torre San Gregorio, municipio de Patu
- Torre Vado, municipio de Morciano di Leuca
- Torre Pali, municipio de Salve
- Torre Mozza, o Fiumicelli municipio de Ugento
- Torre San Giovanni, municipio de Ugento
- Torre Sinforo o Sinfono, municipio de Alliste
- Torre Suda, municipio de Racale
- Torre del Pizzo, municipio de Gallipoli
- Torre San Giovanni la Pedata, municipio de Gallipoli
- Torre Sabea, municipio de Gallipoli
- Torre dell'Alto Lido, municipio de Gallipoli
- Torre del Fiume di Galatena (llamado llamado cuatro columnas, delle quattro colonne), municipio de Nardò
- Torre Santa Caterina, municipio de Nardò
- Torre Santa Maria dell'Alto, municipio de Nardò
- Torre Uluzzo o Crustano, municipio de Nardò
- Torre Inserraglio o Critò, municipio de Nardò
- Torre Sant'Isidoro, municipio de Nardò
- Torre Squillace, municipio de Nardò
- Torre Cesarea, municipio de Porto Cesareo
- Torre Chianca o Santo Stefano, municipio de Porto Cesareo
- Torre Lapillo o San Tommaso, municipio de Porto Cesareo
- Torre Castiglione, municipio de Porto Cesareo

## Provincia de Taranto
- Torre Colimena, municipio de Manduria
- Torre delle Saline, municipio de Manduria
- Torre San Pietro in Bevagna, municipio de Manduria
- Torre Borraco, municipio de Manduria
- Torre Moline, municipio de Maruggio
- Torre dell'Ovo, municipio de Maruggio
- Torre Canneto, municipio de Lizzano
- Torre Zozzoli o Sgarrata, isla perdida administrativa de Taranto, entre Pulsano y Lizzano
- Torre Rossa o Sasso, municipio de Lizzano, scomparsa
- Torre Castelluccia, municipio de Pulsano
- Torre Saturo, municipio de Leporano
- Torre Lama, municipio de Taranto
- Torre Capo San Vito, municipio de Taranto
- Torre Rondinella, municipio de Taranto
- Torre Tara, municipio de Taranto
- Torre Saline o Lo Lato, municipio de Castellaneta
- Torre Mattoni, municipio de Ginosa